# Beniamino Giribaldi
Beniamino Giribaldi, né le 10 janvier 1942 à Imperia, et mort le 27 août 2021 dans la même ville, est un facteur d'orgues italien.

## Biographie
Beniamino Giribaldi commence ses études auprès du facteur d'orgues Celestino Gandolfo. Plus tard, il travaille à Pedemonte dans le laboratoire de Barthélemy Formentelli (it) dont il apprend les méthodes relatives à la restauration philologique des orgues antiques.
Après ces expériences, Giribaldi se spécialise sur les orgues toscans de la famille Agati, présents en grand nombre dans l'ouest de la Ligurie, approfondissant l'étude sur l'esthétique et les mesures des tuyaux.
Fondateur de l'atelier d'orgues « Fiffaro », Giribaldi réalise toutes pièces des instruments et réalise de nombreuses restaurations sur des orgues anciens.

## Quelques réalisations
- Imperia, couvent de Santa Chiara, restauration de l'orgue Nicomède Agati en 1840.
- Vintimille, église de Sant'Antonio Abate , restauration de l'orgue Nicomède Agati de 1845.
- Alassio, sanctuaire de Notre - Dame de la Garde , organe construit à partir de zéro.
- Imperia, église de San Biagio , restauration de l'orgue Giuseppe Inzoli de 1938.
- San Bartolomeo al Mare, église de la Madonna della Neve , restauration d'un orgue anonyme du XVIIIe siècle.
- Menton, église des Augustins, restauration de l' orgue d'Aristide Cavaillé-Coll du XIXe siècle.